# Sistema de referencia en rotación
Un sistema de referencia en rotación es un caso especial de un sistema de referencia no inercial, que gira en respecto a un sistema de referencia inercial. Un ejemplo cotidiano de un sistema de referencia rotatorio es la superficie de la Tierra.
Científicos en una caja giratoria pueden medir la velocidad y la dirección de su rotación mediante la medición de fuerzas ficticias. Por ejemplo, Léon Foucault fue capaz de demostrar la fuerza de Coriolis que resulta de la rotación de la Tierra con el péndulo de Foucault.
Todos los sistemas de referencia no inerciales presentan fuerzas ficticias. Pero, sistemas de referencia en rotación se caracterizan por solo tres tipos de fuerzas ficticias:
- La fuerza centrífuga
- La fuerza de Coriolis
- Y, la fuerza de Euler.

## Derivada temporal respecto a los dos sistemas de referencia
Una expresión escalar se puede derivar respecto una variable, dos variables, dos veces respecto la misma variable... Pero un vector al derivarlo hay que tener en cuenta más cosas. En mecánica se necesita derivar vectores respecto al tiempo, pero el cambio de las coordenadas de un vector respecto a un sistema de referencia no nos da el cambio temporal real de ese vector si el sistema de referencia no es fijo. En concreto, si derivamos un vector respecto un referencial móvil con una rotación (velocidad angular) respecto otro fijo, esta derivada nos dará la velocidad relativa del vector respecto a este referencial, pero no la velocidad absoluta, que sería respecto a un sistema fijo. En definitiva sea {\displaystyle S} un referencial fijo y {\displaystyle S'} un referencial móvil con velocidad angular {\displaystyle {\boldsymbol {\omega _{s}}}} respecto {\displaystyle S} la derivada de un vector respecto ambos sistemas cumple la siguiente relación:
{\displaystyle \left({\dfrac {d\mathbf {r} }{dt}}\right)_{S}=\left({\dfrac {d\mathbf {r} }{dt}}\right)_{S'}+{\boldsymbol {\omega _{s}}}\times \mathbf {r} }
Esta herramienta es fundamental en la mecánica del sólido rígido, de ella aparecen por ejemplo las ecuaciones de Euler (de la mecánica), que analizan la rotación de un cuerpo no sometido a la gravedad.